# روت هال
روت هال (انگلیسی: Ruth Hall; ۲۹ دسامبر ۱۹۱۰ – ۹ اکتبر ۲۰۰۳) هنرپیشه اهل ایالات متحده آمریکا بود.